# Malawicze Dolne (gromada)
Malawicze Dolne – dawna gromada, czyli najmniejsza jednostka podziału terytorialnego Polskiej Rzeczypospolitej Ludowej w latach 1954–1972.
Gromady, z gromadzkimi radami narodowymi (GRN) jako organami władzy najniższego stopnia na wsi, funkcjonowały od reformy reorganizującej administrację wiejską przeprowadzonej jesienią 1954 do momentu ich zniesienia z dniem 1 stycznia 1973, tym samym wypierając organizację gminną w latach 1954–1972.
Gromadę Malawicze Dolne z siedzibą GRN w Malawiczach Dolnych,  historycznej Molawicy, utworzono – jako jedną z 8759 gromad – w powiecie sokólskim w woj. białostockim, na mocy uchwały nr 22/V WRN w Białymstoku z dnia 4 października 1954. W skład jednostki weszły obszary dotychczasowych gromad Malawicze Dolne, Malawicze Górne, Poniatowicze, Puciłki i Bohoniki oraz miejscowości Orłowicze wieś i Bufałowo kolonia z dotychczasowej gromady Orłowicze ze zniesionej gminy Sokółka w tymże powiecie. Dla gromady ustalono 15 członków gromadzkiej rady narodowej.
31 grudnia 1959 do gromady Malawicze Dolne przyłączono wsie Bilminy, Nomiki, Zaspicze, Klimówka i Szymaki oraz kolonię Palestyna ze zniesionej gromady Klimówka.
31 grudnia 1961 z gromady Malawicze Dolne wyłączono wieś Orłowicze, kolonie Boufałowo i Tatarszczyzna oraz obszar lasów państwowych N-ctwa Sokółka obejmujący oddziały 152—155 włączając je do znoszonej gromady Popławce.
Gromadę Malawicze Dolne zniesiono 1 stycznia 1972, a jej obszar włączono do gromad Babiki (Nomiki i Zaspicze), Kuźnica (Bilminy i Klimówka) i Sokółka (Bohoniki, Malawicze Górne, Malawicze Dolne, Poniatowicze
i Puciłki).